# Melfi (Tchad)
Pour les articles homonymes, voir Melfi.
Melfi est une ville du centre-sud du Tchad située dans la région de Guéra, au sud du pic de Guéra. C'est le chef-lieu du département de Bahr Garada.

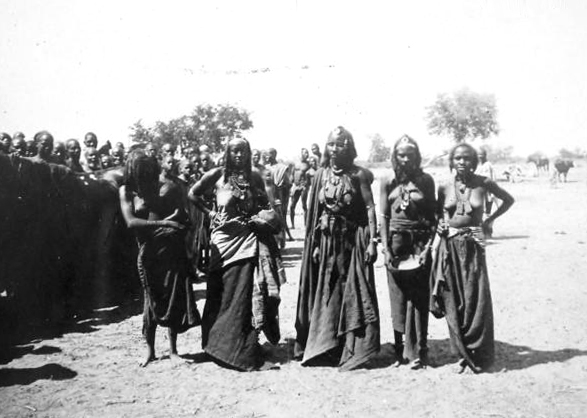
Femmes foulbés à Melfi (1924)

En 2024 la population est estimée à 20349 personnes.
La ville est dotée d'un aéroport.

## Histoire
En 1934, la localité est instaurée en chef-lieu de subdivision dans le département du Baguirmi-Chari.
Les Mines de fer de Tele-Nugar, inscrites sur la Liste indicative du patrimoine mondial de l'UNESCO en 2005, sont situées à environ 155 km au sud de Melfi.